# Narodnoosvobodilni boj na Štajerskem
Narodnoosvobodilni boj na Štajerskem.

## Vdor okupatorja in postavitev okupatorjevega upravnega aparata
Nemške enote so 9. aprila 1941 prodirale proti Celju, in sicer s Koroške prek Mislinjske doline, Vitanjskega podolja in Šaleške doline. Okupator v skladu z načrti o ponemčenju slovenske Štajerske in o njeni priključitvi k Nemčiji ni prevzel jugoslovanskega upravnega aparata, ampak ga je uničil in vzpostavil svojega. Nad okupacijskim območjem Spodnja Štajerska, ki je vključevalo slovensko Štajersko in pas Dolenjske ob desnem bregu Save, je oblast prevzel štajerski gauleiter NSDAP in državni namestnik Sigfried Uberreither.
V času vzpostavljanja okupacijskega aparata so bile razpuščene tudi vse slovenske organizacije in društva (politična, prosvetna, strokovna, verska, športna in druga), delno je ostala le cerkvena organizacija, ki pa je bila zelo omejena pri svojem delovanju. Nemci so hoteli v skladu s svojo ponemčevalno politiko spremeniti tudi zunanji videz dežele. Zato so odstranili slovenske napise in jih zamenjali z nemškimi ter izvedli preimenovanje krajev. Nemci so s temi ukrepi hoteli izbrisati vsako sled slovenstva. Nemška okupacija v tem delu Slovenije pomeni veliko večjo zarezo kot v večini ostalih jugoslovanskih pokrajin. Povzročila je prelom, ki je vplival na vsa nadaljnja dogajanja, med njimi tudi na razvoj narodnoosvobodilnega boja.

## Razvoj osvobodilnega gibanja
V noči na 7. julij 1941 je bila v številnih krajih slovenske Štajerske izvedena akcija, ki jo je pripravil pokrajinski komite KPS za severno Slovenijo. Po nemških poročilih so bile napisne in sabotažne akcije v Rušah ter na območju Braslovč, Vranskega, Št. Pavla pri Preboldu, Žalca, Petrovč, Vojnika, Laškega in v Šaleški dolini. Napisno akcijo so predstavljala napisana gesla, med njimi »Dol s fašizmom«, »Dol s Hitlerjem«, »Živela svobodna Slovenija«. Nemci so z aretacijami po napisni akciji že na začetku vstaje zadali hud udarec osvobodilnemu gibanju, vendar je akcija vseeno predstavljala pomemben mejnik. Omogočila je nastanek raznih organizacij, med njimi tudi šaleške partizanske skupine, ki je nastala 7. julija 1941. Pomembna je bila predvsem zato, ker je začela z oboroženim bojem proti okupatorju. Že ob začetku vstaje ni bilo kraja, kjer ne bi bilo vsaj nekaj podpornikov osvobodilnega gibanja. Prvi partizani in aktivisti so organizirali precej uporniških sestankov, ni pa podatkov, da bi na katerem od teh sestankov ustanovili odbor OF. Člani uporniške mreže so predvsem zbirali denarne prispevke, dajali prenočišče ter hrano partizanom in ilegalcem, zbirali obveščevalne podatke, posamezniki so opravljali tudi kurirske poti, večina pa je tudi širila protinacistično propagando.

## Okupatorjevi ukrepi proti osvobodilnemu gibanju
Nemci so skušali z raznimi akcijami zaustaviti osvobodilni gibanje, med drugim z aretacijami žena partizanov in aktivistov. Da bi varnostni organi laže kontrolirali prebivalstvo in ugotovili sumljive osebe, je politični komisar Hans Dorfmeister 9. septembra 1941 ukazal, da morajo v dvanajstih občinah celjskega okrožja, ki so bile najbolj nemirne, na vhodna vrata vsake stanovanjske hiše namestiti imensko listo stanovalcev. Sprva so bili ukrepi okupatorja neuspešni, pač pa je okupator konec 1941 zadal hude udarce organizaciji osvobodilnega gibanja na terenu, zlasti zaradi delovanja gestapovskih zaupnikov.

## Nov razmah osvobodilnega gibanja
Nacisti so že februarja 1942 predvidevali novo oživitev partizanske dejavnosti na Spodnjem Štajerskem. Kljub nemškim preventivnim ukrepom, se je to vseeno razmahnilo. Leta 1942 je pokrajinski komite KPS nekaj časa uspešno širil in utrjeval organizacije Osvobodilne fronte, ki se je začela snovati spomladi 1942, od konca marca do začetka maja pa se je večina štajerskih partizanskih skupin povezala v 1. štajerski bataljon. Kasneje, 11. septembra 1942, je iz preostalih čet 1. štajerskega bataljona, 1. bataljona Savinjskega odreda in Šaleške čete nastal Pohorski bataljon, ki mu je bilo določeno obsežno operativno območje med Dravo in Savinjsko dolino. Spričo močnega razmaha osvobodilnega gibanja je nastopil čas najhujšega okupatorjevega nasilja, o čemer poročajo močne izgube, ki jih je osvobodilno gibanje takrat doživelo. Poleg svojcev ustreljenih in partizanov je v koncentracijskih taboriščih pomrlo še dosti drugih, ki so bili aretirani v tem obdobju.

## Prihod XIV. udarne divizije
Konec avgusta in v začetku septembra 1943 se je zaradi neuspešne nemške ofenzive odpor na Štajerskem okrepil. Prehod v množično osvobodilno gibanje je bil povezan z ustanavljanjem odborov OF in organizacij Zveze slovenske mladine ter Slovenske protifašistične ženske zveze, za razvoj NOB pa je bila izrednega pomena tudi XIV. udarna divizija NOV in PO. Ta je svoje najhujše boje bojevala februarja 1944 na območju Šaleške doline. Divizija dolgo ni doživela poraza, do končne faze nemške ofenzive od 18. do 26. februarja, ko je bila hudo prizadeta, a ne uničena. Ostala je na Štajerskem, kjer se je krepila in pospeševala razmah osvobodilnega gibanja. V aprilu 1944 je osvobodilno gibanje potisnilo okupatorja v defenzivo. Nemci so naglo izgubljali oblast.

## Osvoboditev
8. maja 1945 je prišlo do pogajanj med predstavniki štaba IV. operativne cone in nemškimi oficirji. Predstavniki cone so zatrdili, da pot poti Avstriji obvladujejo partizanske brigade in da bodo nemške kolone, če se ne bodo predale, napadli tudi z letali. Tako je 9. maja general Alexander Löhr, poveljnik nemške armadne skupine E, podpisal dokument o vdaji svoje vojske. 